# Miklós Bethlen

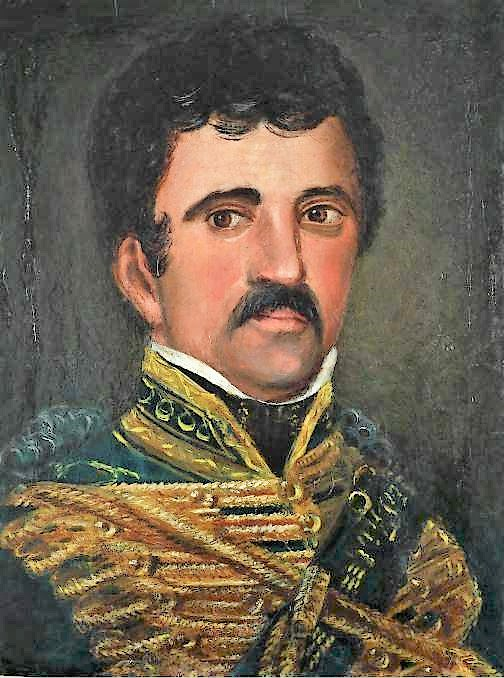
Miklós Bethlen

Graaf Miklós Bethlen de Bethlen (Kisbún, 1 september 1642 - Wenen, 27 oktober 1716) was een Hongaars staatsman en schrijver.

## Biografie
Miklós Bethlen werd geboren in het vooraanstaande Zevenburgse adelsgeslacht Bethlen. Hij was de zoon van János Bethlen (1613-1678) die kanselier van het vorstendom Zevenburgen was van 1659 tot 1678. Miklós studeerde in Heidelberg, Utrecht en Leiden. Na zijn thuiskomst in 1664 werd hij in 1666 kapitein-generaal van de Udvarhelyszék, waar hij tussen 1668 en 1673 een kasteel liet bouwen, gebaseerd op wat hij op een reis naar Italië had gezien.
In 1690 was hij in Wenen verantwoordelijk voor het opstellen van het Diploma Leopoldinum, dat het Habsburgse gezag over Zevenburgen bevestigde. Van 1691 tot 1704 was hij bovendien kanselier van Zevenburgen. In 1696 werd hij tot graaf verheven.